# With U (Big Bang)

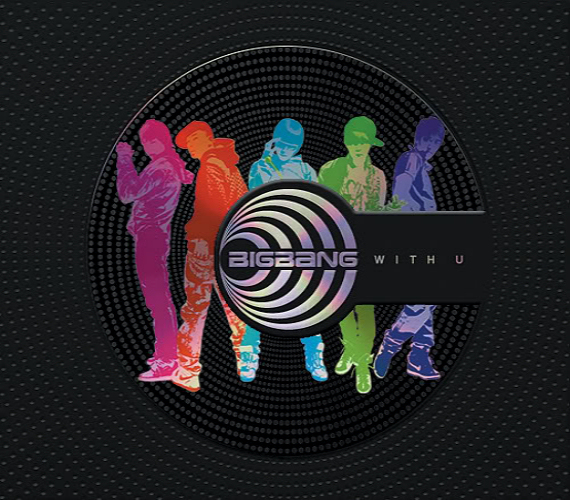
Copertina dell'album With U dei Big Bang

With U è il quarto EP del gruppo musicale sudcoreano Big Bang, pubblicato il 28 maggio 2008 dalla YG Entertainment.

## Tracce
1. Gotta Be With U (Intro)
2. With U
3. Baby Baby (English Version of Last Farewell (마지막 인사, Majimak Insa))
4. This Love (English version) (G-Dragon Solo)
5. Mad About You (English/Japanese version of Fool (바보, Pabo))
6. We Belong Together (English version) feat. (Park Bom)
7. Shake It (English version of Shake It (흔들어, 'Heundeureo)) (feat. Ji Eun)
8. Ma Girl (Japanese version) (Taeyang Solo)